# Wilhelm Meyer (Richter)
Wilhelm Meyer (* 8. April 1860 in Borgholzhausen; † 15. November 1931 in Braunschweig) war ein Senatspräsident am Reichsgericht.

## Leben
Der Preuße Meyer studierte Rechtswissenschaft in Tübingen und wurde promoviert. Er wurde 1883 vereidigt. 1888 ernannte man ihn zum Gerichtsassessor in Herford und war später in Köln tätig. 1893 wurde er in Bochum Landrichter und 1903 zum Landgerichtsrat ernannt. In Bochum wurde auch seine Tochter Else geboren, die spätere Frau Karl Hoppes.
1905 folgte die Beförderung zum Oberlandesgerichtsrat in Hamm. 1910 kam er als Hilfsarbeiter an das Reichsgericht in Leipzig in den I. Zivilsenat. Richter wurde er 1912 im III. Zivilsenat. 1924 trat er als Senatspräsident in den VI. Zivilsenat über. Er trat 1928 in den Ruhestand.